# Бугров, Леонид Юрьевич
Леони́д Ю́рьевич Бугро́в (19 февраля 1950 — 17 августа 2012) — российский юрист, доктор юридических наук, профессор, заведующий кафедрой трудового права Пермского университета (1988—2012). Заслуженный работник высшей школы Российской Федерации (2001).

## Биография
Леонид Юрьевич Бугров родился 19 февраля 1950 года в городе Ростов Ярославской области.
В 1972 году Л. Ю. Бугров окончил юридический факультет Пермского государственного университета, после этого работал ассистентом кафедры гражданского права и процесса ПГУ. С 1976 по 1978 годы Леонид Юрьевич учился на очной аспирантуре Московского государственного университета и в 1978 году в Институте государства и права АН СССР защитил кандидатскую диссертацию «Свобода труда и временные переводы рабочих и служащих на другую работу».
С 1978 года Леонид Юрьевич Бугров работал ассистентом кафедры трудового права и социального обеспечения ПГУ, а с 1980 года — старшим преподавателем кафедры трудового права и социального обеспечения ПГУ. В 1985 году Л. Ю. Бугрову было присвоено учёное звание доцента, а в 1988 году он был назначен заведующим кафедрой трудового права и социального обеспечения ПГУ (в 2014 году вошла в состав кафедры трудового и международного права).
В 1992 году Леонид Юрьевич Бугров в Московском государственном университете защитил докторскую диссертацию «Проблемы свободы труда в советском трудовом праве», так же в 1992 году ему было присвоено учёное звание профессора.
Л. Ю. Бугров проходил стажировки в Международной организации труда (Женева), в Совете Европы и в Европейском суде по правам человека (Страсбург), в Оксфордском и в Манчестерском университетах.
Основные научные интересы Леонида Юрьевича связаны с защитой прав человека в трудовом праве, свободой труда в её юридическом аспекте, изменением и прекращением трудовых договоров (контрактов), обеспечением творчества работников средствами трудового права.
Леонид Юрьевич Бугров является автором (соавтором) восьми монографий и учебных пособий, а также более двухсот статей и других научных публикаций. Под его руководством 34 аспиранта и соискателя получили учёную степень кандидата юридических наук и одна ученица — доктора юридических наук.
Скончался 17 августа 2012 года.

## Награды
- Заслуженный работник высшей школы Российской Федерации (2001)[4],
- Премия клуба юристов — 2003 в номинации «Право и образование» (2003)[5].